# The Native Howl
The Native Howl est un groupe américain, originaire de Leonard dans le Michigan aux États-Unis. Il est formé en 2013, par Alex Holycross et Jake Sawicki,. Ils sont rejoints par Mark Chandler et Joshua LeMeiux, tous deux musiciens professionnels et auteurs-compositeurs. Le groupe présente sa musique comme du Thrash Grass,
une combinaison de musique Bluegrass et de Thrash metal,. Lors de la sortie de leur troisième album, Trash Grass, celui-ci se positionne dans le classement Billboard bluegrass charts durant huit semaines en 2017, atteignant la quatrième place.

## Membres
Les membres actuels du groupe sont :
- Alex Holycross - chant et guitare (2013-présent)
- Jake Sawicki - banjo (2013-présent)
- Mark Chandler - guitare basse (2013-présent)
- Joshua Lemieux - batterie (2013-présent)

Ancien membre
- David Robinson (2013-2015)[5]

## Discographie
- 2013 : The Revolutions Dead
- 2015 : Inukshuk
- 2016 : Thrash Grass
- 2017 : Into The Darkness

## Source de la traduction
- (en) Cet article est partiellement ou en totalité issu de l’article de Wikipédia en anglais intitulé « The Native Howl » (voir la liste des auteurs).